# フェスティバロ
株式会社フェスティバロ社（フェスティバロしゃ、エスペラント: Festivalo）は、鹿児島県鹿屋市に本社を置く製菓業社。サツマイモを原材料とした唐芋レアケーキで知られる。
公式サイトの説明に依れば、社名のフェスティバロはエスペラント語で「祭（eo:Festivalo）」の意味である。

## 概要
1987年に郷原茂樹が法人設立。当初は唐芋（サツマイモ）フルコースを提供するレストラン経営が主な業務であった。
1994年にJALUXが運営する鹿児島空港の空港売店「BLUE SKY」で「唐芋レアケーキ ラブリー」の取り扱いが始まり、これが評判を呼んだことで全国的な知名度を獲得する。日本の空港や百貨店などに約20の店舗（2015年時点）を展開している。
2015年9月に南国殖産がフェスティバル社発行済み株式80%と関連会社株のほぼ100%を郷原、および郷原の親族より取得し、傘下に納める。野村春仁が社長として南国殖産から派遣され、郷原は代表権のない会長職に就いた。